# Gora Izvestija
Gora Izvestija (englische Transkription von russisch Гора Известия Gora Iswestija) ist ein Hügel im ostantarktischen Mac-Robertson-Land. In der Aramis Range der Prince Charles Mountains ragt er im White-Massiv auf.
Wissenschaftler einer sowjetischen Antarktisexpedition kartierten ihn 1956. Russische Wissenschaftler benannten ihn. Der weitere Benennungshintergrund ist nicht überliefert. Möglicher Namensgeber ist die russische Tageszeitung Iswestija (russisch für Neuigkeit).